# Chimarra atilanoi
Chimarra atilanoi là một loài Trichoptera trong họ Philopotamidae. Chúng phân bố ở miền Tân bắc.